# 韩江传媒大学学院
韩江传媒大学学院（英語：Han Chiang University College of Communication），其發展基礎為韓江中學新聞專修班、韓江新聞傳播學院，是一間由馬來西亞華人集體募款創辦的馬來西亞非盈利高等學府。

## 簡介

### 校名由來
由於大学學院（前称韩江学院）的建設是在韓江中學 （页面存档备份，存于）之基礎上，所以韓院沿襲韓江之名。韓江為中國广东省潮汕地区潮州市重要的河流，韓江之名，反映早年南洋華僑對潮汕故土之情感。

### 學分轉移策略
創院初期，大眾傳播系、中文系與吉林大學、南京大學有較多的合作關係。其畢業生能以學分轉移方式，獲得吉林大學、南京大學之學位。

### 新聞網與報刊
學院設有HCUC News （页面存档备份，存于），由學生自行整理資料、製作節目。學院也出版《韓院新聞》報刊，由學生進行編輯實務。

## 學系
| 商業與管理系       |
| 傳播系             |
| 多媒體及電腦資訊系 |
| 中文系             |
| MLVK技職課程       |

## 外部連結
- 韩江传媒大学学院 （页面存档备份，存于）
- 韓江中學 （页面存档备份，存于）
- 世界韓友網 （页面存档备份，存于）